# 梁棟材 (藥理學家)
梁棟材（英語：Edward Leong Way，1916年7月10日—2017年6月12日），藥理學家，專長为藥理與毒理學。

## 生平
1916年出生於美國加州舊金山市。1938年在加州大學舊金山校區（UCSF）獲得學士學位、1940年取得碩士學位、1942年得到博士學位。
1949年，於母校加利福尼亞大學執教約40年，退休後仍然擔任母校藥理學與藥物化學名譽教授。1962年-1963年，擔任香港大學藥理學客座教授。1986年，擔任中國廣州醫學院藥理學與神經科學榮譽教授。1989年-1990年，任日本群馬大學醫學院，津村神經精神藥理學教授。1990年-1990年，任國家藥物濫用研究所，高級研究員。
1970年-1990年，任李氏基金會董事，1985年-1998年轉任總裁。2005年-2008年止，擔任梁萬方基金會之創始人並兼任總裁一職，退休後獲任榮譽會員。
2017年6月12日於美國加州逝世，享年101歲。

## 論文
- 在世時，與帶領的研究團隊先後發表計400餘篇藥理學學術論文。其內容及範圍涉及藥物濫用，鴉片類藥物的藥物動力學、耐藥性與其依賴性…等，

## 奖项和榮譽
- 1955年-1956年，獲伯爾尼大學USPHS特殊研究獎學金。
- 1962年，獲美國藥學基金會藥效學成就獎，艾伯特獎（Ebert Prize）。
- 1962年-1963年，獲香港大學中國醫學研究獎學金研究獎學金。
- 1974年，獲加利福尼亞大學舊金山分校，教授研究講師獎。
- 1976年，獲舊金山中醫院在醫藥和公共服務領域取得傑出成就獎。
- 1978年，獲中華民國教育部金牌和文獻引文。
- 1979年，獲內森B.埃迪紀念獎藥物依賴優秀研究獎，藥物依賴問題學院導師獎。
- 1982年，於馬丁•路德•金大學，獲斯特林 - 沙利文傑出教授獎。
- 1986年，獲加利福尼亞大學舊金山分校，公務員大臣獎。
- 1990年，獲加利福尼亞大學舊金山分校，125週年紀念員工獎與年度傑出校友獎。
- 1992年，榮獲美國藥理學會頒發的 索爾曼藥理學獎（Torald Sollmann Award in Pharmacology）。
- 1980年，獲選為中研院第13屆生命科學組院士。
- 2001年，獲中國歷史學會終身成就獎。
- 2004年，獲頒納森艾迪優秀導師獎（Nathan B. Eddy Mentorship Award）。
- 2005年，獲中華人民共和國榮譽勳章和榮譽證書。

## 外部連結
1. ↑  梁棟材 逝世院士一覽表 （页面存档备份，存于）中央研究院
2. ↑  吳欣紜. . 中央通訊社. 2017-06-12  [2017-06-22]. （原始内容存档于2017-10-19） （中文（繁體））.